# سوتا ۴۱۱۸
سیارک ۴۱۱۸ (به انگلیسی: 4118 Sveta، نامگذاری:1982TH3) چهار هزار و صد و هجدهمین سیارک کشف شده‌است که در ۱۵ اکتبر ۱۹۸۲ کشف شد.
قدر مطلق سیارک برابر ۱۱٫۸۰ است.